# Internazionali d'Italia 1965
Gli Internazionali d'Italia 1965 sono stati un torneo di tennis giocato sulla terra rossa. È stata la 22ª edizione degli Internazionali d'Italia. Sia il torneo maschile sia quello femminile si sono giocati al Foro Italico di Roma in Italia.

## Campioni

### Singolare maschile
Martin Mulligan ha battuto in finale  Manuel Santana con il punteggio di 1–6, 6–4, 6–3, 6–1

### Singolare femminile
Maria Bueno  ha battuto in finale  Nancy Richey con il punteggio di 6–1, 1–6, 6–3

### Doppio maschile
La finale tra  Ronald Barnes /  Thomaz Koch e  John Newcombe /  Tony Roche è stata sospesa sul punteggio di 6–1, 4–6, 6–2, 10-12

### Doppio femminile
Madonna Schacht /  Annette Van Zyl hanno battuto in finale  Silvana Lazzarino / Lea Pericoli  2–6, 6–2, 12-10

### Doppio misto
Carmen Coronado /  Edison Mandarino hanno battuto in finale  Elena Subirats / Vicente Zarazua  6–1, 6–1